# Trine
Trine – platformowo-logiczna przygodowa gra akcji dostępna na platformy Microsoft Windows, Linux, OS X i PlayStation Network. Została stworzona przez fińską firmę Frozenbyte, która poprzednio stworzyła serię Shadowgrounds. Akcja gry toczy się w średniowiecznym świecie fantasy i pozwala graczowi kontrolować trzy odmienne postaci, którymi walczy z przeciwnikami i rozwiązuje zagadki środowiskowe.
Gra została wydana 3 lipca 2009 roku na system Microsoft Windows. Wersja na PlayStation Network miała zostać wydana w lipcu 2009 roku, ale błędy wykryte podczas ostatecznych testów spowodowały opóźnienie. Wydano ją 17 września 2009 roku w Europie i 22 października 2009 roku w Ameryce Północnej. Port gry dla systemu OS X został wydany 2 listopada 2010 roku. Wersję na Linuksa stworzyło Alternative Games, a wydano ją 12 kwietnia 2011 roku jako część Humble Frozenbyte Bundle. Wersja na Xbox Live Arcade była tworzona przez Atlus, ale według Frozenbyte najprawdopodobniej nie powstanie.
Dnia 7 grudnia 2011 roku wydana została jej kontynuacja o tytule Trine 2.
24 lipca 2014 roku ukazała się rozbudowana wersja gry pt. Trine: Enchanted Edition, która oferuje m.in. ładniejszą oprawę graficzną i tryb kooperacji przez internet.

## Fabuła
Akcja gry ma miejsce w zapomnianym i zrujnowanym królestwie. Po wielu latach pokoju król umiera bezpotomnie, a w królestwie wybucha wojna o władzę. Z powstałego zamętu korzysta armia nieumarłych, która atakuje krainę i zmusza mieszkańców do jej opuszczenia.
Gra zaczyna się, gdy złodziejka przeszukuje skarbiec Akademii Astralnej, opuszczonego uniwersytetu badań magicznych. Nie wie jednak, że pewien czarodziej pozostał w uczelni, aby studiować niebo, i że pewien rycerz przybył do akademii z misją jej ochrony. Trójka ta spotyka się komnacie starożytnego skarbu i, po dotknięciu go w tym samym czasie, znika.
Czarodziej przypomina sobie, że skarb jest w rzeczywistości artefaktem zwanym Trójnią (ang. Trine), który ma moc wiązania dusz. W wyniku jego działania tylko jedna osoba może fizycznie egzystować, a pozostałe muszą pozostać wewnątrz Trójni. Czarodziej pamięta również, że Trójnia jest związana z legendą strażnika, którego grób można znaleźć pod Akademią Astralną.
Szukając sposobu, by uwolnić się od efektu Trójni, bohaterowie badają katakumby znajdujące się pod akademią i znajdują grób strażnika. Czarodziej, odczytuje inskrypcje na grobie i odkrywa, że kiedyś istniały trzy artefakty: jeden dla duszy, jeden dla umysłu i jeden dla ciała, a każdy z nich został zabezpieczony przez strażnika. Strażnicy używali tych trzech obiektów do utrzymania pokoju w królestwie. Czarodziej uważa, że ponowne zjednoczenie trzech artefaktów może cofnąć zaklęcie wiążące ich dusze.
Inskrypcje sugerują, że jeden z tych przedmiotów znajduje się w zamku dawnego króla. Trio przeszukując zamek, znajduje dzienniki króla, które informują, że artefakty umysłu i ciała można znaleźć w ruinach, które były niegdyś domem trzech strażników i gdzie trzy relikwie zostały pierwotnie stworzone.
Podczas eksploracji ruin, na miejscu pochówku jednego ze strażników, bohaterowie dowiadują się, że Trójnia, artefakt duszy, została oddzielona podczas trzęsienia ziemi od artefaktów umysłu i ciała, które zostały wypaczone. Przez to narodziła się zła wieża, w której pojawili się pierwsi bezduszni nieumarli. Trio zmierza na szczyt wieży, unikając przeszkód tworzonych przez ogromnego nieumarłego (który w rzeczywistości jest zmarłym królem) i łączy Trójnię z dwoma zaginionymi artefaktami, rozwiązując swoje dusze. Nieumarli znikają z królestwa, dzięki czemu może się ono odbudować, a czarodziej, rycerz i złodziejka zostają okrzyknięci bohaterami krainy.

## Rozgrywka
Podczas rozgrywki gracz steruje jednym z trojga różnych bohaterów (złodziejką, rycerzem lub czarodziejem), pomiędzy którymi może się dowolnie przełączać. Możliwa jest także gra w kooperacji, gdzie inni gracze mogą w dowolnym momencie dołączyć do rozgrywki i przejąć kontrolę nad pozostałymi postaciami.
Każda postać ma własny pasek życia i energii. Energia potrzebna jest do używania specjalnych umiejętności bohaterów, uzupełnia się ją dzięki niebieskim miksturom znajdowanym podczas eksploracji poziomów. Zdrowie odnawia się zbierając czerwone buteleczki w kształcie serca, które wypadają z niektórych przeciwników.
Doświadczenie zdobywa się pokonując przeciwników i zbierając zielone buteleczki, które czasami są dobrze ukryte. Dzielone jest ono po równo na wszystkie postacie. Co 50 punktów doświadczenia każda postać dostaje punkt umiejętności, który można wydać na ulepszenie jej zdolności.
Na poziomach znajdują się także skrzynie ze skarbami, które zawierają magiczne przedmioty lub umożliwiają naukę nowych umiejętności. Przedmioty można przenosić między postaciami, ale niektóre są przeznaczone tylko dla jednej z nich.
Punkty kontrolne rozsiane po poziomach mają formę świecącej kuli umieszczonej na piedestale. Podczas przejścia obok takiego punktu, wszystkie martwe postacie są wskrzeszane, a w zależności od wybranego poziomu trudności odnawiana jest pewna wartość życia i energii.
Gdy kierowana postać umiera, gracz musi wybrać inną, aby kontynuować rozgrywkę. Jeśli wszystkie postaci zginą, gracz zaczyna rozgrywkę od ostatnio mijanego punktu kontrolnego, gdzie bohaterowie powracają do życia.
Przeciwnikami, z którymi musi najczęściej walczyć gracz, są szkielety i nietoperze. Spotkać także można bossów, takich jak gigantyczny szkielet, czy inne duże stworzenia. Niektóre szkielety są uzbrojone w miecze, inne w łuki i strzały, część z nich może pluć ogniem lub posiada tarcze. Szkielety są zdolne do wspinania się po ścianach i pokonywania przeszkód. Pozostałymi niebezpieczeństwami są lawa, żrący kwas, spadające stalaktyty, kule ognia, ostre wahadła i inne pułapki.
Do uzyskania interakcji fizycznych między postaciami a obiektami w Trine użyto silnika fizyki PhysX firmy Nvidia.

### Postacie

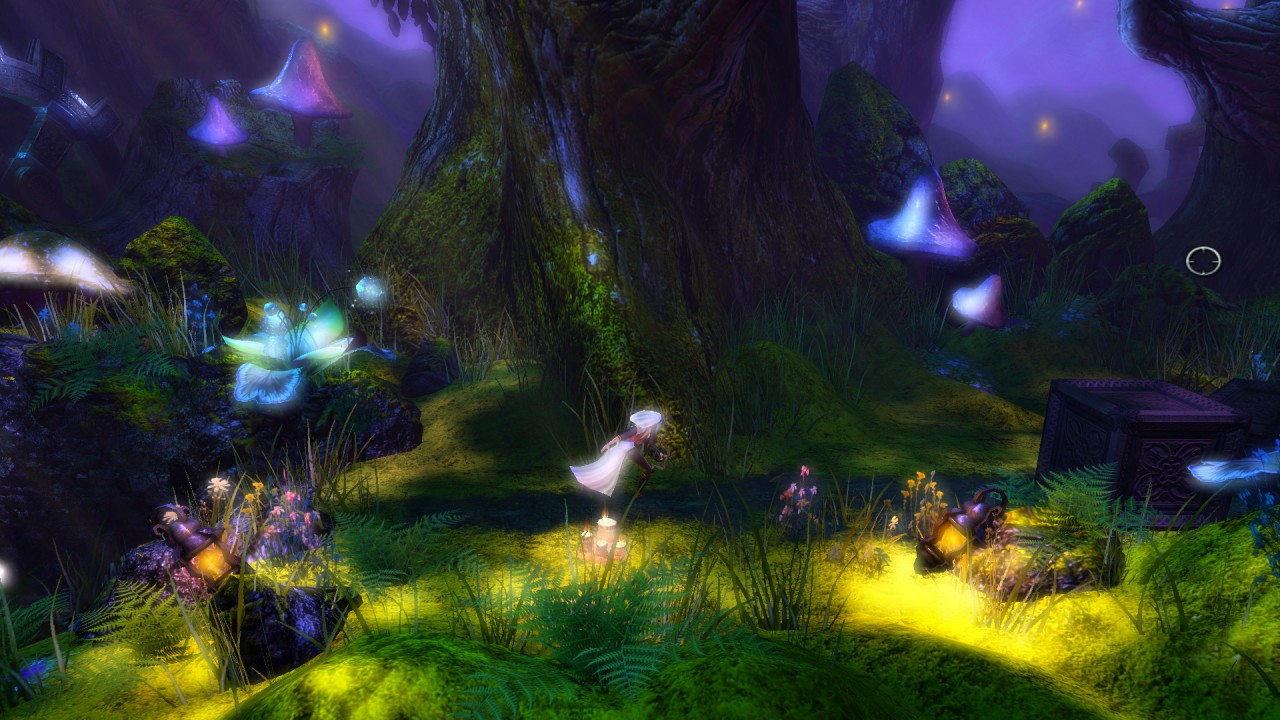
Złodziejka Zoya na poziomie leśnym.

#### Złodziejka
Złodziejka Zoya mówi głosem Vicky Krueger. Jej bronią jest łuk. Przytrzymanie przycisku strzału powoduje mocniejsze naprężenie cięciwy, dzięki czemu strzała leci dalej i bardziej prosto. Złodziejka posiada także linę z hakiem, która po wystrzeleniu przyczepia się do drewnianych powierzchni. Używanie normalnych strzał i liny jest nielimitowane i nie wyczerpuje energii. Podczas gry złodziejka zyskuje zdolność używania płonących strzał, które zużywają jej energię. Płonące strzały zadają większe obrażenia, mogą niszczyć niektóre obiekty i zapalać pochodnie znajdujące się w ciemnych obszarach poziomów.
Zdolności, które może rozwijać złodziejka, to wystrzelenie większej ilości strzał naraz, szybsze naciąganie cięciwy i większe obrażenia płonącymi strzałami.

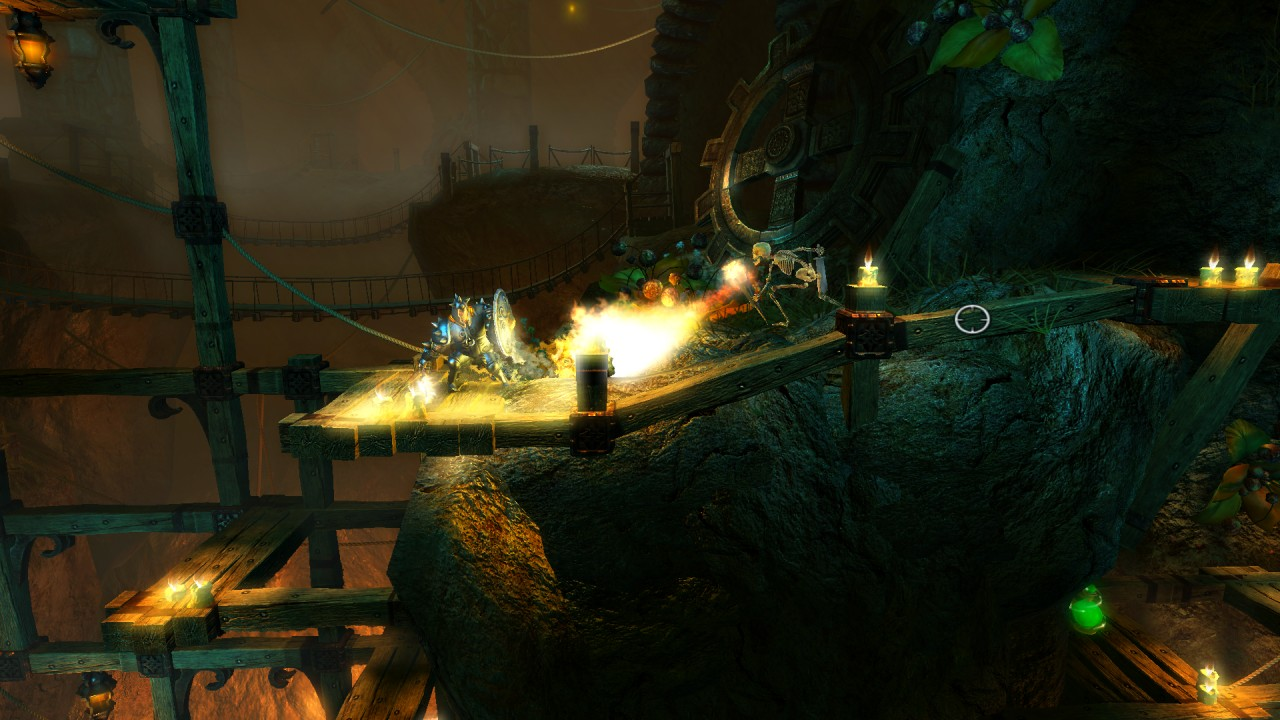
Rycerz Pontiusz walczący ze szkieletem.

#### Rycerz
Rycerz Pontiusz początkowo posługuje się mieczem i tarczą. Podczas gry zdobywa płonący miecz, który zadaje więcej obrażeń i może zapalać pochodnie. Kolejną bronią, którą może zdobyć, jest młot. Rycerz potrafi także chwytać niektóre obiekty i rzucać nimi w przeciwników. Jego tarcza może być użyta do ochrony przed atakami wrogów, a także przed spadającymi obiektami i pociskami.
Zdolności, które może rozwijać rycerz, to dodatkowe ataki mieczem, szarża i dodatkowe ataki młotem.

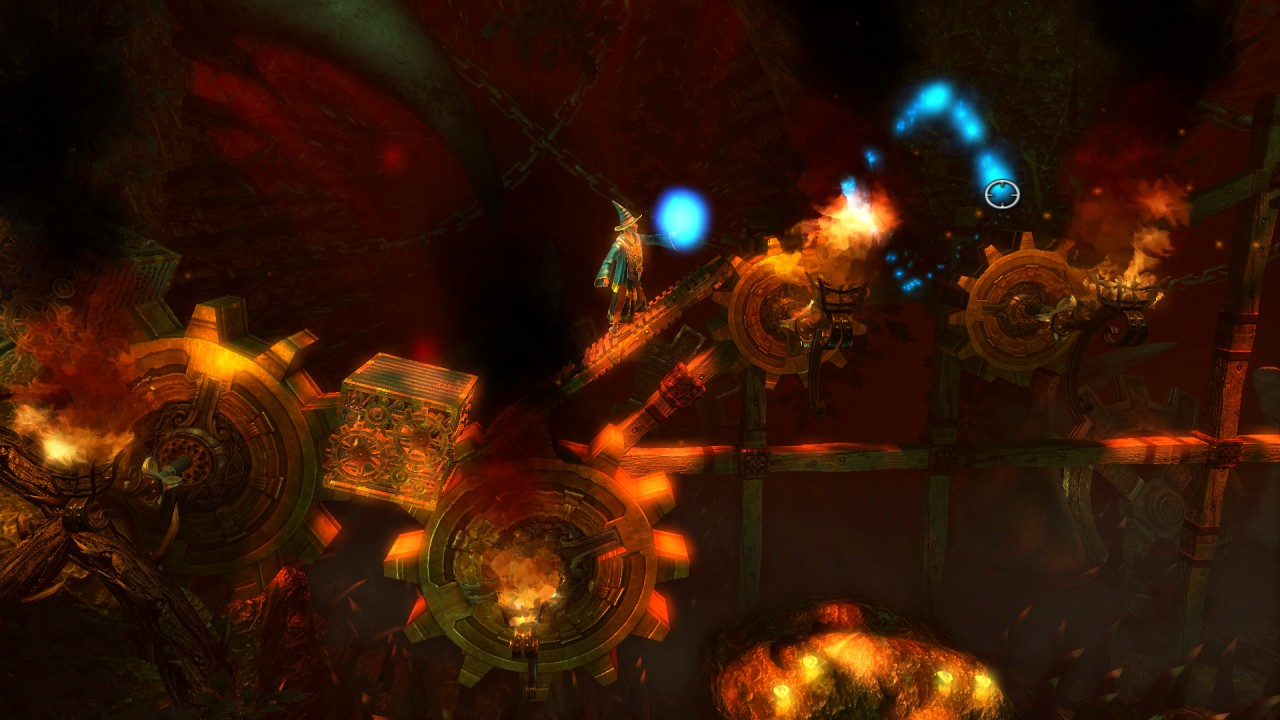
Czarodziej Amadeusz tworzący sześcian.

#### Czarodziej
Czarodziej Amadeusz potrafi używać magii, aby przesuwać różne obiekty, a także tworzyć nowe. Początkowo może stworzyć tylko sześcienne pudło, lecz z biegiem czasu uczy się tworzyć podłużne kładki. Pudła i kładki zachowują się jak normalne obiekty, podlegają prawom fizyki i grawitacji. Jeszcze później czarodziej zdobywa umiejętność tworzenia latających platform w kształcie odwróconej piramidy, które pozostają w miejscu ich utworzenia do momentu przesunięcia ich przez niego. Tworzone obiekty używane są głównie do pokonania przeszkód i dotarcia do niedostępnych miejsc, np. kładka może być użyta do utworzenia przejścia nad przepaścią (o ile będzie miała się o co oprzeć). Tworzenie obiektów i ich przesuwanie zużywa energię czarodzieja.
Czarodziej nie posiada tradycyjnych ataków, ale może miażdżyć wrogów ciskając w nich różnymi przedmiotami. Może także blokować ataki poprzez tworzenie lub przesuwanie obiektów na ich drodze.
Zdolności, które może rozwijać czarodziej, to możliwość tworzenia więcej niż jednego pudła lub kładki naraz (początkowo na poziomie może istnieć tylko jedno pudło i jedna kładka), zmiana stworzonych latających platform w drewno, dzięki czemu złodziejka może przyczepić do nich linę oraz możliwość wywołania eksplozji latającej platformy przez rycerza lub złodziejkę.

## Odbiór
Gra Trine otrzymała ogólnie pozytywne recenzje, uzyskując w serwisie Metacritic wyniki 80/100 i 83/100 odpowiednio dla wersji na Microsoft Windows i PlayStation 3. Gra zdobyła nagrodę GameSpot's Editor's Choice w kategorii Best Downloadable Game na Electronic Entertainment Expo w 2009 roku.
Magazyn „PC Format” chwalił grę za oszałamiającą dbałość o szczegóły i dodał, że nie sposób nie docenić pięknie płynnej mechaniki gry.
Serwis IT Reviews dał grze rekomendację redakcji i stwierdził, iż Trine jest zachwycającą estetycznie i dobrze wykonane platformówką logiczną, wyraźnie uzależniającą, jeśli chodzi o pełne zbadanie poziomów w celu maksymalnego ulepszenia zdolności swoich postaci. Po ukończeniu trybu dla pojedynczego gracza, tryb gry wieloosobowej daje grze dodatkowe życie, jako że doświadczenia w nim są zupełnie inne.
Recenzja serwisu IGN była bardziej powściągliwa, stwierdzono w niej, że brak różnorodności przeciwników, rozczarowujące zakończenie i źle zaprojektowany gry wieloosobowej oddala Trine od wspaniałości, ale jest to nadal wysoce polecana platformówka logiczna.
Recenzenci australijskiego talk show poświęconego grom wideo Good Game ocenili Trine na 7,5/10.
W lutym 2011 roku na łamach fińskiego dziennika finansowego Kauppalehti studio Frozenbyte stwierdziło, że Trine sprzedano w liczbie 400 tys. kopii na wszystkie platformy. W grudniu 2011 roku ujawniono, iż liczba sprzedanych egzemplarzy wyniosła 1,1 miliona na komputery osobiste i PlayStation 3.